# Incmaro de Reims
Hincmaro (em latim: Hincmarus Rhemensis; em francês:  Hincmar; 806—21 de dezembro de 882 (76 anos)) foi arcebispo de Reims, amigo, conselheiro e propagandista de Carlos, o Calvo, e uma das mais importantes figuras da história da Igreja durante o período carolíngio. 

## Vida

### Primeiros anos
Hincmaro nasceu numa família nobre do norte da Frância. Destinado desde cedo à vida monástica (oblatus), foi criado na Abadia de Saint-Denis, em Saint-Denis, que era dirigida pelo abade Hilduíno (m. 844), responsável por levá-lo, em 822, para a corte do imperador Luís, o Piedoso. Quando Hilduíno caiu em desgraça, em 830, por ter se juntado ao partido de Lotário I, Hincmaro o acompanhou no exílio na Abadia de Corvey, na Saxônia, e voltou com ele para Saint-Denis quando o abade se reconciliou com o imperador, permanecendo fiel a ele durante o conflito com seus filhos.

### Reino de Carlos, o Calvo (840–877)
Depois da morte de Luís (840), Hincmaro apoiou Carlos, o Calvo, e recebeu dele as abadias de Nôtre-Dame em Compiègne e Saint-Germer-de-Fly.

#### Arcebispo de Reims (845)
Em 845, Hincmaro recebeu, com o apoio do rei, a arquidiocese de Reims e foi confirmado no Sínodo de Beuavais (abril de 845). O arcebispo Ebão, seu antecessor, havia sido deposto em 835 no Sínodo de Thionville (Diedenhofen) por ter quebrado seu juramento de fidelidade ao imperador Luís, que ele desertou para juntar-se a Lotário. Depois da morte de Luís, Ebão conseguiu reconquistar sua posição por alguns anos (840-844), mas, em 844, papa Sérgio II confirmou a deposição. Foi neste cenário que Hincmaro ascendeu e, 847, Leão IV enviou-lhe o pálio.
Uma das primeiras preocupações de Hincmaro foi restituir à sé metropolitana de Reims os domínios que foram alienados por Ebão, dados como benefício a leigos. Desde o começo de seu episcopado, Hincmaro esteve em constante conflito com secretários que haviam sido ordenados por Ebão durante sua breve reaparição. Eles, cuja ordenação era considerada inválida por Hincmaro e seus aliados, foram condenados em 853 no Concílio de Soissons, que teve suas decisões confirmadas em 855 pelo papa Bento III.
Este conflito, porém, alimentou um antagonismo que depois se faria sentir por Hincmaro. Pelos trinta anos seguintes, o arcebispo de Reims teve um papel bastante importante tanto nos assuntos da Igreja quanto do estado. Sua disposição enérgica e autoritária inspirou—e, em grande medida, dirigiu—a política do Reino Franco Ocidental até sua morte.
Como especialista no cerimonial do governo e da corte, um agressivo advogado do privilégio eclesiástico, Hincmaro teve papel ativo em todos os grandes assuntos políticos e religiosos de sua época e era especialmente enérgico ao defender e expandir os direitos da igreja e dos arcebispos em geral e da arquidiocese de Reims em particular. Nos conflitos que se seguiram, nos quais seus interesses pessoais foram postos em questão, demonstrou-se ativo e detentor de amplos conhecimentos do Direito Canônico, mas não se furtou de utilizar interpretações engenhosas dos textos.

#### Godescalco e a predestinação
Seu primeiro encontro foi com Godescalco (Gottschalk), cujas doutrinas sobre a dupla predestinação se diziam baseadas nas de Santo Agostinho. Hincmaro se colocou à frente do partido que considerava-as heréticas e conseguiu que ele fosse preso em 849. Para parte de suas doutrinas, pelo menos, Godescalco encontrou ardentes defensores como Lupo de Ferrières, Prudêncio de Troyes, o diácono Floro e Amolo de Lyon. Muito por conta da diligência de Hincmaro, as teorias de Godescalco foram condenadas no segundo concílio de Quierzy (853) e Valence (em Valence); as decisões destes dois sínodos foram depois confirmadas por outros em Langres e Savonnières, perto de Toul (859).
Para refutar a heresia, Hincmaro compôs sua "De praedestinatione Dei et libero arbitrio"; contra as proposições de Godescalco sobre a Trindade, escreveu ainda um tratado chamado "De una et non trina deitate". 
Godescalco morreu na prisão em 868, encerrando a disputa.

#### Lotário II da Lotaríngia
A questão do divórcio de Lotário II, rei da Lotaríngia (r. 855-869), que havia repudiado sua esposa, Teuteberga, para se casar com sua concubina, Waldrada, obrigou Hincmaro a mudar o foco de suas atividades literárias. A pedido de vários importantes nobres da Lotaríngia, ele compôs, em 860, "De divortio Lotharii et Tetberge", na qual atacou vigorosamente, tanto do ponto de vista moral quanto legal, a condenação pronunciada contra a rainha pelo Sínodo de Aix-la-Chapelle em fevereiro do mesmo ano.
Hincmaro defendeu vigorosamente a política de Carlos, o Calvo, na Lotaríngia, menos talvez por devoção aos interesses do rei na região do que por desejo de ver toda a província eclesiástica de Reims unida sob a autoridade de um único—e simpático aos seus interesses—soberano. Foi ele quem consagrou Carlos, em Metz, rei da Lotaríngia.

#### Conflitos episcopais

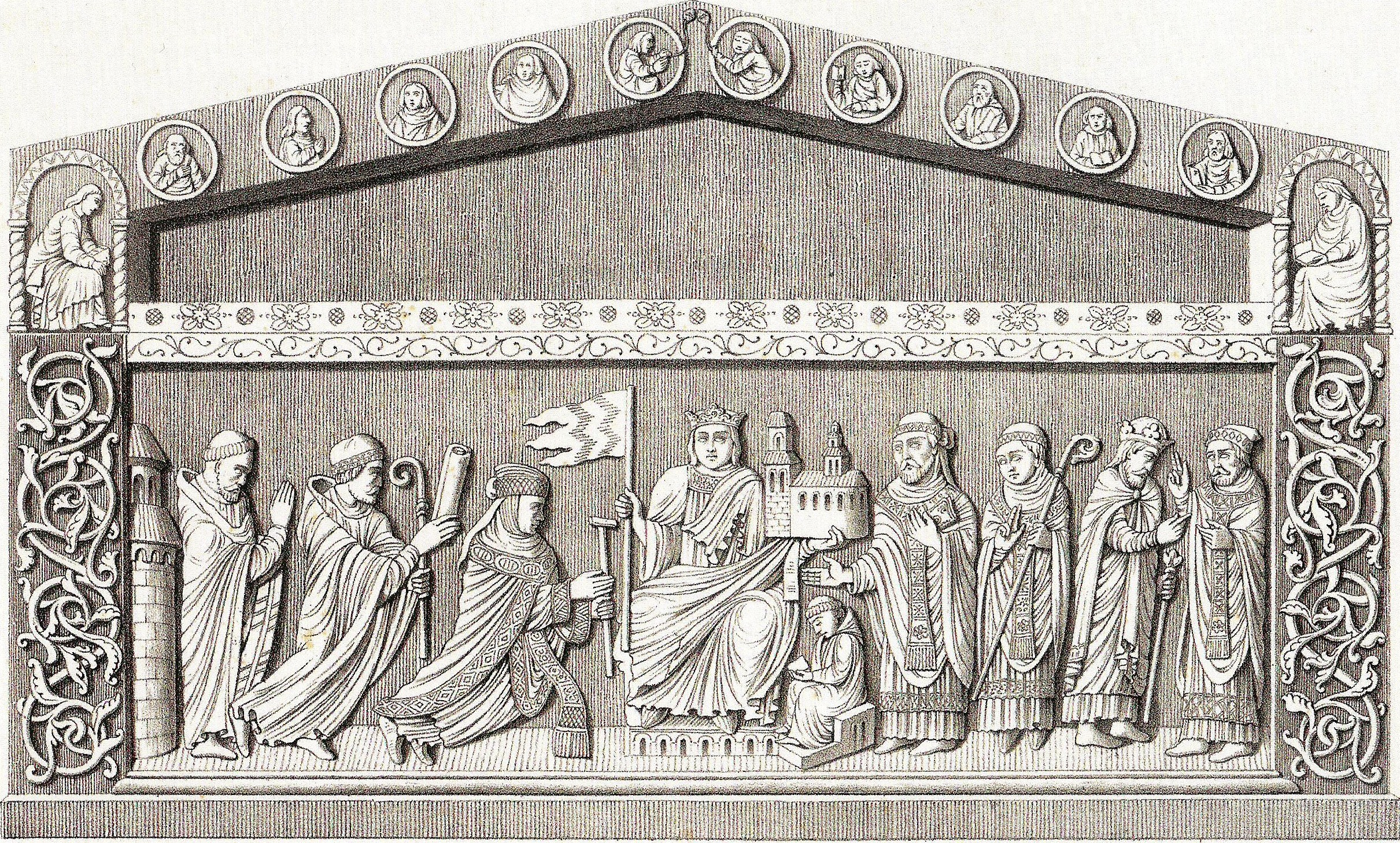
Gravura do túmulo de Hincmaro, destruído em 1793 durante a Revolução Francesa.

No meio do século IX, surgiu na Gália a coleção coleção de "falsos decretos" conhecida geralmente como "Decretos de Pseudo-Isidoro". A data exata e as circunstâncias em que foi composta a coleção ainda são debatidos, mas é certo que Hincmaro foi um dos primeiros a saber de sua existência e, aparentemente, não sabia que os documentos eram falsos. A importância determinada por estes decretos aos bispos e concílios provinciais, assim como às intervenções diretas da Santa Sé resultavam numa diminuição dos direitos dos arcebispos.
Rothad, bispo de Soissons, uma dos mais ativos membros do grupo a favor das teorias pseudo-isidorianas, imediatamente se viu em conflito com seu próprio arcebispo. Deposto em 863 num concílio em Soissons, presidido por Hincmaro, Rothad apelou para Roma. Nicolau I apoiou-o e, em 865, a despeito dos protestos de Hincmaro, Arsênio, bispo de Orte e legado papal, recebeu instruções para restaurar Rothad à sua sé.
Hincmaro foi novamente desafiado quando tentou evitar que Wulfad, um dos clérigos depostos de Ebbo, fosse consagrado arcebispo de Bourges com o apoio de Carlos, o Calvo. Depois de um sínodo realizado em Soissons, Nicolau I se pronunciou a favor dos clérigos depostos e Hincmaro teve novamente que ceder (866).
Ele teve mais sucesso em sua disputa com seu sobrinho, Hincmaro, bispo de Laon, que tinha, a princípio, o apoio tanto do rei quanto de Hincmaro, mas logo discutiu com ambos. Icmaro de Laon se recusou a reconhecer a autoridade de seu arcebispo e iniciou uma disputa aberta contra o tio, que expôs seus erros num tratado chamado "Opusculum LV capitulorum", e tentou condená-lo e depô-lo no Sínodo de Douzy (871). O bispo de Laon foi exilado, provavelmente para a Aquitânia, onde teve os olhos arrancados por ordem do conde Bosão. Adriano II protestou contra a deposição, mas ela foi confirmada em 876 por João VIII; somente em 878, num concílio em Troyes, o desafortunado prelado conseguiu se reconciliar com a Igreja.
Um sério conflito irrompeu entre Hincmaro de um lado e Carlos e o papa de outro em 876 depois que João VIII, a pedido do rei, presenteou Ansegiso, arcebispo de Sens, com o primado dos galeses e da Germânia e o criou vigário apostólico. Aos olhos de Hincmaro, o evento não era nada mais do que uma nova ameaça à jurisdição dos arcebispos e foi contra esta primazia que ele endereçou seu tratado "De iure metropolitanorum". Na mesma época, escreveu uma "Vida de São Remígio", na qual ele fez uso de audaciosas falsificações para provar a supremacia da igreja de Reims sobre as demais igrejas. Carlos, o Calvo, porém, defendeu os direitos de Ansegiso no Sínodo de Ponthion.

## Reinos de Luís, o Gago, Luís III e Carlomano (877-882)
Embora Hincmaro tenha sido totalmente contra a expedição de Carlos na Itália, ele estava entre os executores de seu testamento e ajudou a assegurar a submissão dos nobres a Luís, o Gago, que ele coroou em Compiègne em 8 de dezembro de 877. Durante o reinado de Luís, Hincmaro manteve-se na obscuridade e apoiou depois a ascensão de Luís III e Carlomano, mas teve uma discussão com Luís, que queria instalar um preferido na sé episcopal de Beauvais sem o consentimento do arcebispo.
Para Carlomano, em sua ascensão em 882, Hincmaro endereçou sua "De ordine palatii", parcialmente baseada num tratado (hoje perdido) de Adalardo, abade de Corbie (c. 814), no qual ele apresentou seu sistema de governo e sua opinião sobre os deveres dos soberanos, um tema que já havia abordado em "De regis persona et regio ministerio", dedicada a Carlos em data desconhecida, e em "Instructio ad Ludovicum regem", presenteada a Luís, o Gago, em sua ascensão em 877. 
No outono de 882, uma invasão dos normandos forçou o idoso arcebispo a buscar refúgio em Épernay, onde ele morreu em 21 de dezembro de 882.

## Obras
Hincmaro foi um escritor muito prolífico. Além das obras já mencionadas, escreveu diversos tratados teológios; a "De villa Noviliaco", sobre uma reivindicação de um domínio de sua igreja; a continuação, de 861 em diante, dos "Annales Bertiniani", que começou a ser escrito por Prudêncio de Troyes, a melhor fonte para a história de Carlos, o Calvo. Escreveu ainda diversas cartas, algumas ainda existentes e outras incorporadas nas crônicas de Flodoardo.
As obras de Hincmaro, que são a fonte principal para a história de sua vida, foram colecionadas por Jacques Sirmond (Paris, 1645) e republicadas na Patrologia Latina, de Migne (vols. 125 e 126). 

## Atribuição
- Este artigo incorpora texto  (em inglês) da Encyclopædia Britannica (11.ª edição), publicação em domínio público.